# Kjell Lodenius
Kjell Erik Lodenius, född 1 mars 1934 i Norrtälje församling i Stockholms län, är en svensk militär.

## Biografi
Lodenius avlade studentexamen vid Försvarets läroverk 1958. Han avlade marinofficersexamen 1960 och utnämndes samma år till fänrik vid Vaxholms kustartilleriregemente, där han befordrades till löjtnant 1962. Han gick Stabskursen på Marinlinjen vid Militärhögskolan samt befordrades till kapten 1968 och till major 1972 och överstelöjtnant 1972. Han var detaljchef vid Planeringsavdelningen på Marinstaben 1973–1976, lärare vid Kustartilleriets skjutskola 1976–1980 och sektionschef i Vapenavdelningen i Huvudavdelningen för marinmateriel vid Försvarets materielverk 1980–1982, varpå han studerade vid Försvarshögskolan. År 1982 befordrades han till överste och 1982–1985 var han chef för Karlskrona kustartilleriregemente. Han befordrades 1985 till överste av första graden och var 1985–1987 kustartilleriinspektör tillika chef för Kustartilleriinspektionen, varefter han var chef för Systemavdelningen i Huvudavdelningen för marinmateriel i Försvarets materielverk. Lodenius lämnade Försvarsmakten 1995.
Kjell Lodenius invaldes 1981 som ledamot av Kungliga Örlogsmannasällskapet.